# Thésée
Pour les articles homonymes, voir Thésée (homonymie).
Dans la mythologie grecque, Thésée (en grec ancien Θησεύς / Thēseús) est un héros de l'Attique, fils d'Égée (ou de Poséidon) et d'Éthra. Son nom proviendrait de la même racine que θεσμός / thesmós, « institution sacrée, loi divine »[réf. souhaitée]. La légende la plus célèbre de Thésée est son combat et sa victoire contre le Minotaure, mi-homme mi-taureau.
Héros fondateur, à l'instar de Persée ou Héraclès, Thésée est vénéré par les Ioniens et est considéré par les Athéniens comme leur grand réformateur : roi mythique d'Athènes, il est rendu responsable, d’après l’historien antique Thucydide, de l'unification politique de l'Attique sous la domination athénienne, appelée synœcisme. Son règne marque aussi une période de paix avec les Thessaliens et les Béotiens. En tant que roi unificateur, Thésée est censé avoir construit et occupé un palais de la forteresse de l'Acropole, qui peut avoir été semblable au palais excavé de Mycènes. Le géographe Pausanias rapporte qu'après le synœcisme, Thésée a établi un culte de l'Aphrodite Pandémos (« de tout le peuple ») et Péitho sur le versant sud de l'Acropole. Dans Les Grenouilles, Aristophane lui attribue l'invention de nombreuses traditions athéniennes, dont celle de la consécration de la chevelure des éphèbes. Son exploit le plus célèbre et sa légende donnent lieu à de nombreuses interprétations. Certains spécialistes de l'histoire des religions ont souligné l'importance de la mythologie lunaire dans les légendes de Thésée.

## Le mythe

### Naissance et enfance
Égée, roi d'Athènes, n'a pas eu d'enfant avec ses différentes épouses et souhaite avoir un fils. Il consulte l'oracle de Delphes afin de mettre un terme à sa stérilité. La Pythie lui enjoint de « ne pas délier son outre de vin avant d'avoir regagné Athènes ». Devant ces paroles énigmatiques, Égée se rend chez la magicienne Médée et contre une protection, elle promet de lui trouver une femme. Sous l'enchantement, Éthra, fille du roi Pitthée de Trézène, s'éprend d'Égée. Après l'étreinte, la jeune femme se réfugie dans l'île de Sphaéra, où elle s'unit au dieu Poséidon. Doublement honorée cette nuit-là, elle met au monde un fils, Thésée.

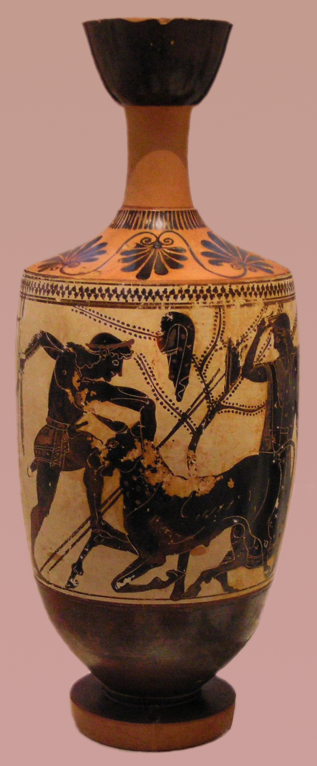
Thésée affronte le taureau de Marathon, lécythe à fond blanc du peintre d'Édimbourg, v. 500 av. J.-C., musée national archéologique d'Athènes.

Égée, qui doit repartir pour Athènes, n'assiste pas à sa naissance, mais recommande à Éthra de l'élever selon les normes de son rang, dépose une épée et des sandales d'or sous un rocher, insignes royaux qui lui dévoileraient le secret de sa naissance le jour où il pourrait soulever la roche. Enfant précoce et vigoureux, Thésée a aussi reçu en partage la séduction, la ruse et le courage. Émerveillée par tant de dons, sa mère le conduit devant le rocher : il le soulève facilement et comprend son identité royale. Il ignore cependant encore sa filiation avec Poséidon. Thésée prend la route vers Athènes ; en chemin, il tue Périphétès, Procuste, Sciron, Cercyon, et Sinis, brigands qui s'en prennent aux voyageurs, puis débarrasse la région de Crommyon d'une laie qui ravage les cultures et tue des hommes.

### Arrivée à Athènes et avènement royal

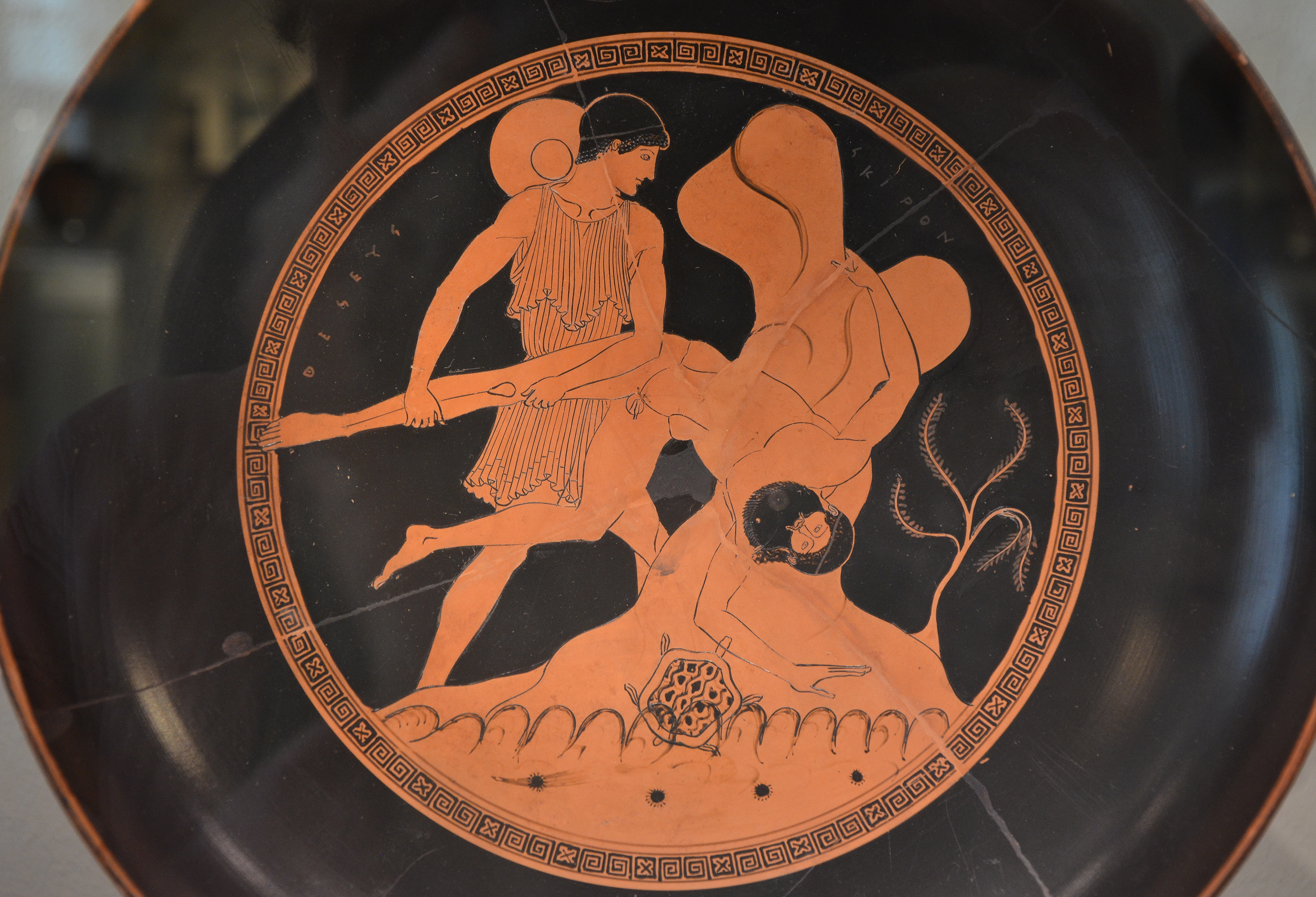
Bol à boire, Thésée plonge Sciron dans la mer, de Vulci (Italie), attribué au peintre Douris, vers 480, Altes Museum Berlin.

Lorsque Thésée arrive à Athènes, il ne révèle pas immédiatement sa véritable identité. Égée qui l'accueille éprouve quelques soupçons à l'égard de l'étranger tandis que sa femme Médée essaie de le faire tuer en lui demandant de capturer le taureau de Marathon.
Sur le chemin de Marathon, Thésée s'abrite de l'orage dans la cabane d'une vieille femme, Hécalé. Elle promet de faire un sacrifice à Zeus si Thésée parvient à capturer le taureau. C'est ce qui se produit, mais à son retour, il trouve la vieille femme morte. En son honneur, Thésée donne son nom à l'un des dèmes de l'Attique, faisant d'une certaine manière de ses habitants les enfants adoptifs de la défunte.
De retour de Marathon en vainqueur du taureau à Athènes, Thésée est victime d'une tentative d'empoisonnement par la reine, mais au dernier moment, il est reconnu à ses sandales, son bouclier et son épée par Égée qui écarte le vin empoisonné. Thésée partage dès lors avec lui le gouvernement de la cité.
Athènes vit un drame : depuis la mort de son fils et sa victoire sur les Athéniens, Minos, roi de Crète, exige que la ville lui envoie tous les 9 ans un tribut de sept jeunes hommes et de sept jeunes filles qu'il donne en pâture au Minotaure. Thésée décide de mettre fin à ce carnage et se rend en Crète avec les jeunes victimes afin de tuer le monstre. Égée fait tout pour le convaincre de rester, mais Thésée reste inébranlable.

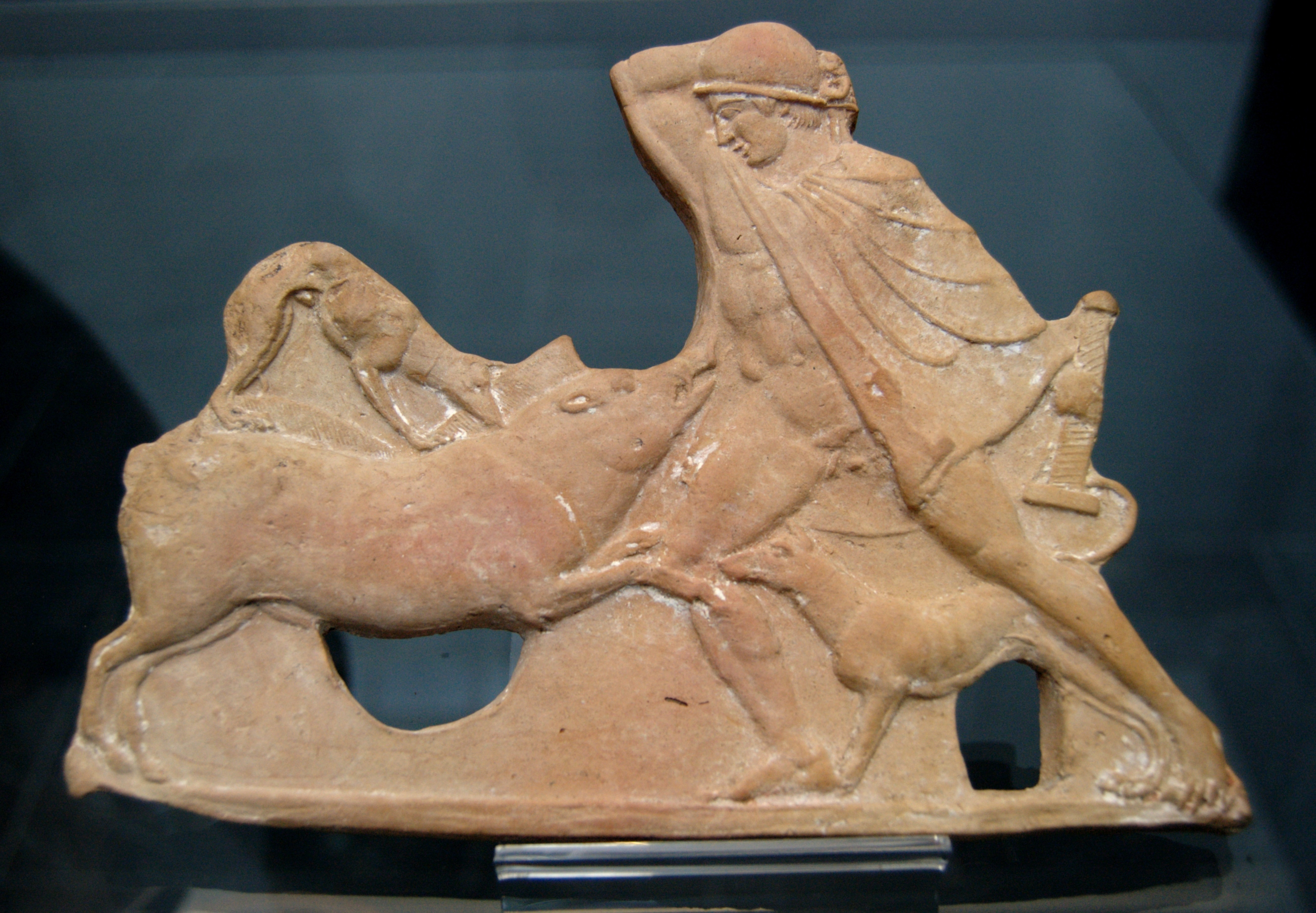
Thésée et la laie de Crommyon. Terre cuite de l'île de Mélos, v. 460 av. J.-C.

Minos se moque de ce jeune homme qui prétend entrer dans le labyrinthe de Dédale, exterminer le monstre et en ressortir sain et sauf. C'est ne pas tenir compte de sa propre fille, Ariane qui est tombée amoureuse de Thésée et qui va lui donner une pelote de fil pour lui permettre de retrouver la sortie. Il abat le monstre avec le glaive qu'Ariane a volé à son père (glaive offert par Héphaïstos pour son mariage avec Pasiphaé), ressort du labyrinthe puis se sauve en mer avec ses compagnons et Ariane qui a trahi son père à condition qu'il l'épouse. Il abandonne Ariane sur une île déserte après l'avoir endormie sur les conseils du capitaine du bateau. Il sait pourtant qu'Ariane a trahi sa famille pour lui et que si elle revient à Knossos elle se fera exécuter par son père pour trahison. Il rentre donc sans elle à Athènes. Égée attend du haut d'un promontoire le retour du bateau et guette la couleur des voiles : selon un accord passé avec son fils, elles seront blanches en cas de victoire. Mais Thésée oublie de les changer et les voyant noires, Égée se jette dans la mer qui, désormais, porte son nom. Après ce tragique événement, Thésée devient le roi d'Athènes.

### Maturité et mort

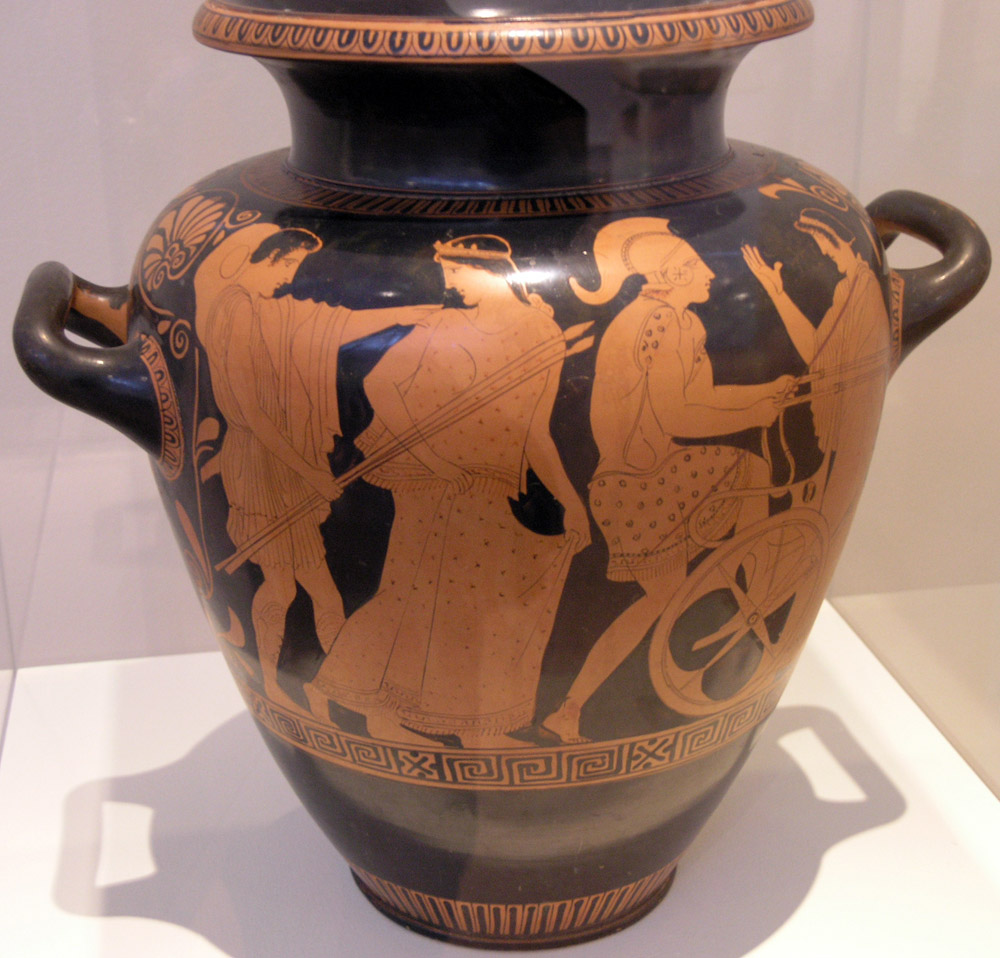
Stamnos attique à figures rouges. Premier enlèvement d'Hélène, par Thésée. Œuvre du peintre Polygnote, vers 430-420 av. J.-C. Musée archéologique national, Athènes

Thésée enleva Hélène, et les Dioscures lui firent une guerre pour la récupérer. Thésée vient ensuite en aide à son ami Pirithoos lors de la bataille contre les Centaures, et lui assure la victoire. Avec Pirithoos, ils descendent aux Enfers pour enlever Perséphone mais sont capturés par Hadès et entravés par un rocher. Héraclès parvient ensuite à délivrer Thésée, mais échoue à aider Pirithoos, qui reste à jamais scellé à la pierre.
Outre Ariane, Thésée a épousé Antiope ou Phèdre, et en a divorcé selon les versions. Selon la première version, il a enlevé Antiope, ce qui conduit les Amazones à envahir l'Attique, mais l'invasion est glorieusement repoussée par Thésée ; c'est ce qu'on appelle l'Amazonomachie. Ensemble, ils ont un fils Hippolyte. Mais la femme de Thésée meurt en combattant aux côtés de son mari. 
Thésée se remarie avec Phèdre, qui se montre cruelle avec Hippolyte lorsqu'il s'est refusé à elle, accusant son beau-fils d'avoir tenté de la séduire. De passage à Delphes, Thésée se coupe la chevelure et en fait don à Apollon. La coutume dans l'Athènes antique veut que les jeunes hommes de l'Antiquité consacrent également leur chevelure (gardée longue jusqu'à la puberté) à une divinité - Héraclès le plus souvent - dans les murs de leur cité ; ce rite les fait passer à l'âge adulte. Dans Les Caractères du philosophe Théophraste, le Poseur qu'il décrit pousse l'ostentation jusqu'à faire voyager son fils à Delphes afin d'imiter Thésée.
Sa réforme, appelée synœcisme, c'est-à-dire réunir tous les peuples attiques en une unique entité politique, et organiser un pouvoir central établi sur l'Acropole, divisa les territoires contigus ainsi que la répartition du peuple en trois classes : les nobles, les artisans et les cultivateurs (selon Thucydide). Ce faisant, les royautés locales furent abolies, puis une réaction contre cette nouvelle forme de pouvoir populaire valut à Thésée d'être frappé d'ostracisme, banni, victime de sa loi, ; Diodore de Sicile ajoute qu'il meurt en exil. Selon la mythologie, il doit fuir à Skýros pour échapper à Ménesthée, usurpateur d'Athènes, mais y est tué par le roi Lycomède.

## La construction du mythe

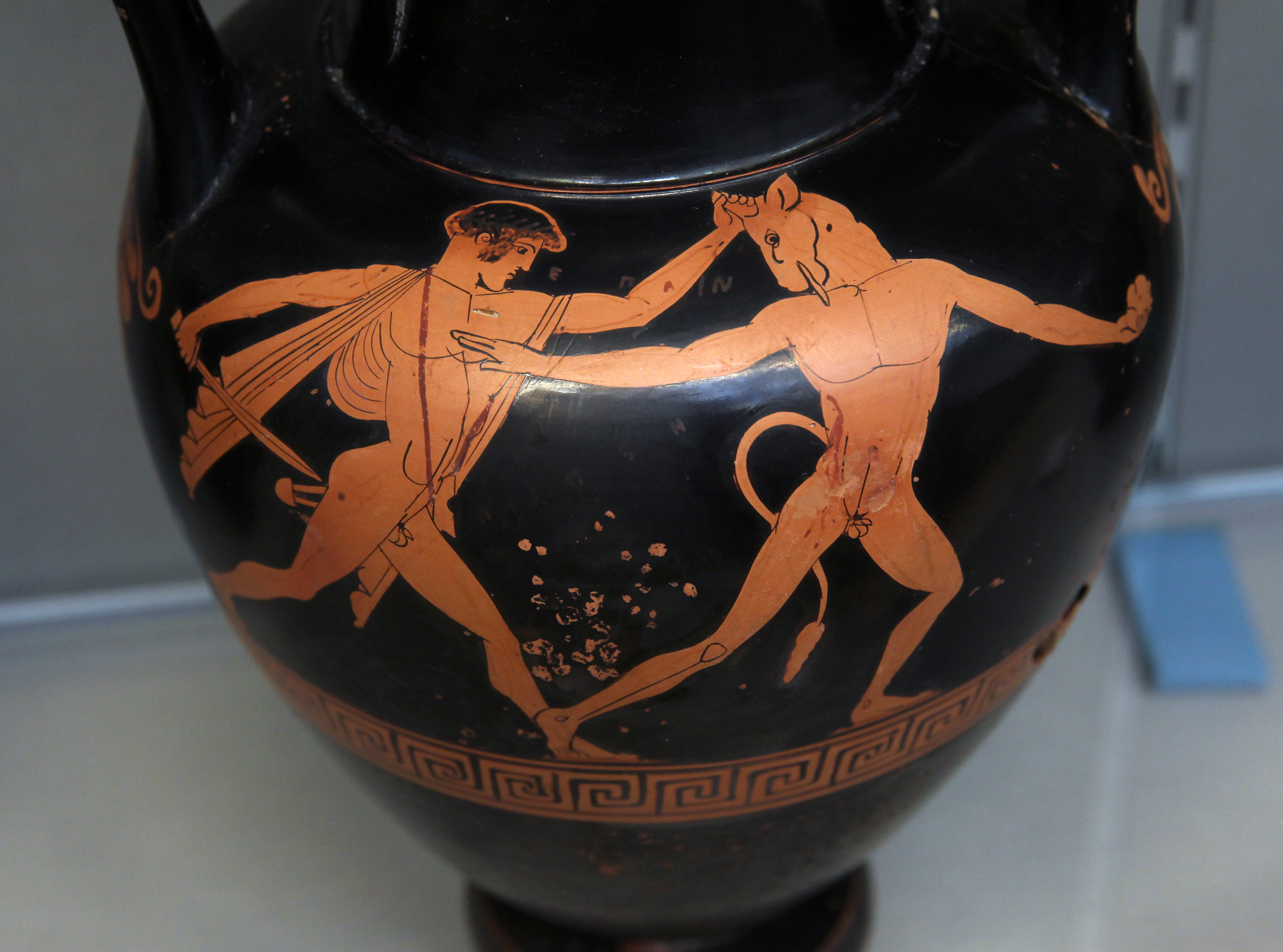
Thésée et le Minotaure, amphore à col par le peintre Oionokles. Vers 460 av. J.-C. Trouvé à Vulci, British Museum

Les origines du mythe remontent au VIIe siècle av. J.-C., notamment d'une épopée archaïque appelée la Théséïde, transmise de manière orale, et dont les appositions par écrit ont été perdues. La première représentation découverte de Thésée est une amphore datant de 700 av. J.-C., sur laquelle il combat un Centaure. Avant le Ve siècle, Thésée est surtout représenté comme le vainqueur du Minotaure et comme l'ami du héros thessalien Pirithoos, avec qui il a combattu les centaures thessaliens. La légende de Thésée grandit vers le VIe siècle av. J.-C., comme en témoignent les nombreux vases à son effigie datés de cette période, et son apparition dans les tragédies attiques. 

### La récupération du mythe par Cimon
C'est dans le courant du Ve siècle que le personnage de Thésée est récupéré par l'idéologie civique athénienne, qui fait de lui le fondateur de la cité, de son calendrier, de ses fêtes religieuses, et même de la démocratie. C'est le stratège Cimon qui va réinventer Thésée. Selon le mythe, Thésée meurt à Skyros. Cimon, artisan de la grandeur d'Athènes, conquit Skyros. Il suivit un oracle de la Pythie et se mit en tête de retrouver la tombe de Thésée. C'est chose faite selon lui en 476 av. J.-C. lorsqu'il mit au jour la tombe d'un grand guerrier. Il fit le choix de ramener à Athènes les restes de Thésée, un retour accompagné d'une très grande cérémonie. Par la récupération de ce mythe, Cimon fonde à la fois sa légitimité mais participe également à fonder la cohésion de la cité. De fait, chaque année en automne était célébrée la Théseia, fête en l'honneur du héros. Un culte est aussi rendu à son prétendu tombeau. En dehors d'Athènes, Thésée est surtout connu pour avoir été l'époux malheureux de Phèdre. Plutarque, au IIe siècle, fait une synthèse des récits sur le personnage de Thésée dans ses Vies parallèles. Il avait à sa disposition de nombreux écrits et poèmes qui ont aujourd'hui disparu, mais a en grande partie négligé la tradition orale du récit mythique de Thésée, et aussi les représentations faites sur les vases des VIe et Ve siècles av. J.-C..

#### Version d'Hérodore
Plutarque de Chéronée rapporte dans sa Vie de Thésée que d’après le mythographe Hérodore d'Héraclée, Thésée ne prit part qu'au combat contre les Centaures, et qu'il aida Adraste à ensevelir les corps après la bataille des Sept contre Thèbes — action à l'origine de l'obligation d'ensevelir des cadavres des guerres. Il épousa Antiope après une guerre ultérieure à celle des travaux d'Héraclès, qu'il ne rencontra que pendant le massacre des Centaures.

## Évocations artistiques

### Iconographie

#### Peinture

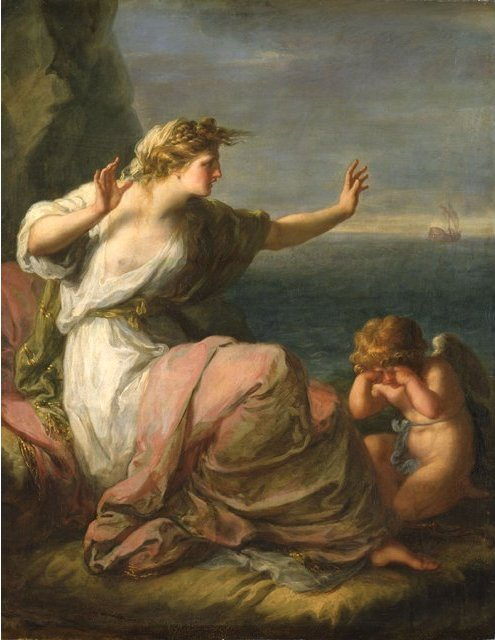
Ariane abandonnée
Angelica Kauffmann, avant [782
Gemäldegalerie Alte Meister, Dresde

- Thésée tue le Minotaure, peinture noire, vase grec du Ve siècle av. J.-C. Musée du Louvre Paris
- Thésée et Athéna, Athéna conduit Thésée auprès d'Amphitrite, coupe attique à figures rouge du potier Euphronios et du peintre Onésimos, vers 500-490 avant J.-C. Musée du Louvre, Paris
- Thésée tuant le Minotaure, tableau de Cima da Conegliano (années 1500), musée Poldi-Pezzoli, Milan
- Thésée retrouve l'épée de son père, tableau de Nicolas Poussin (1638), musée Condé à Chantilly
- Ariane confie à Thésée le fil qui lui permettra de sortir du Labyrinthe, tableau de Pelagio Palagi (1775-1860)
- Hippolyte devant Thésée et Phèdre, huile de Pierre-Narcisse Guérin, 1802
- Thésée reconnu par son père, huile sur toile de Hippolyte Flandrin, 1832. Beaux-Arts de Paris

#### Mosaïque
- Thésée abandonnant Ariane sur l'île de Naxos, mosaïque du Triton, Villa gallo-romaine d'Orbe-Boscéaz , IIe siècle apr. J.-C.

### Sculpture

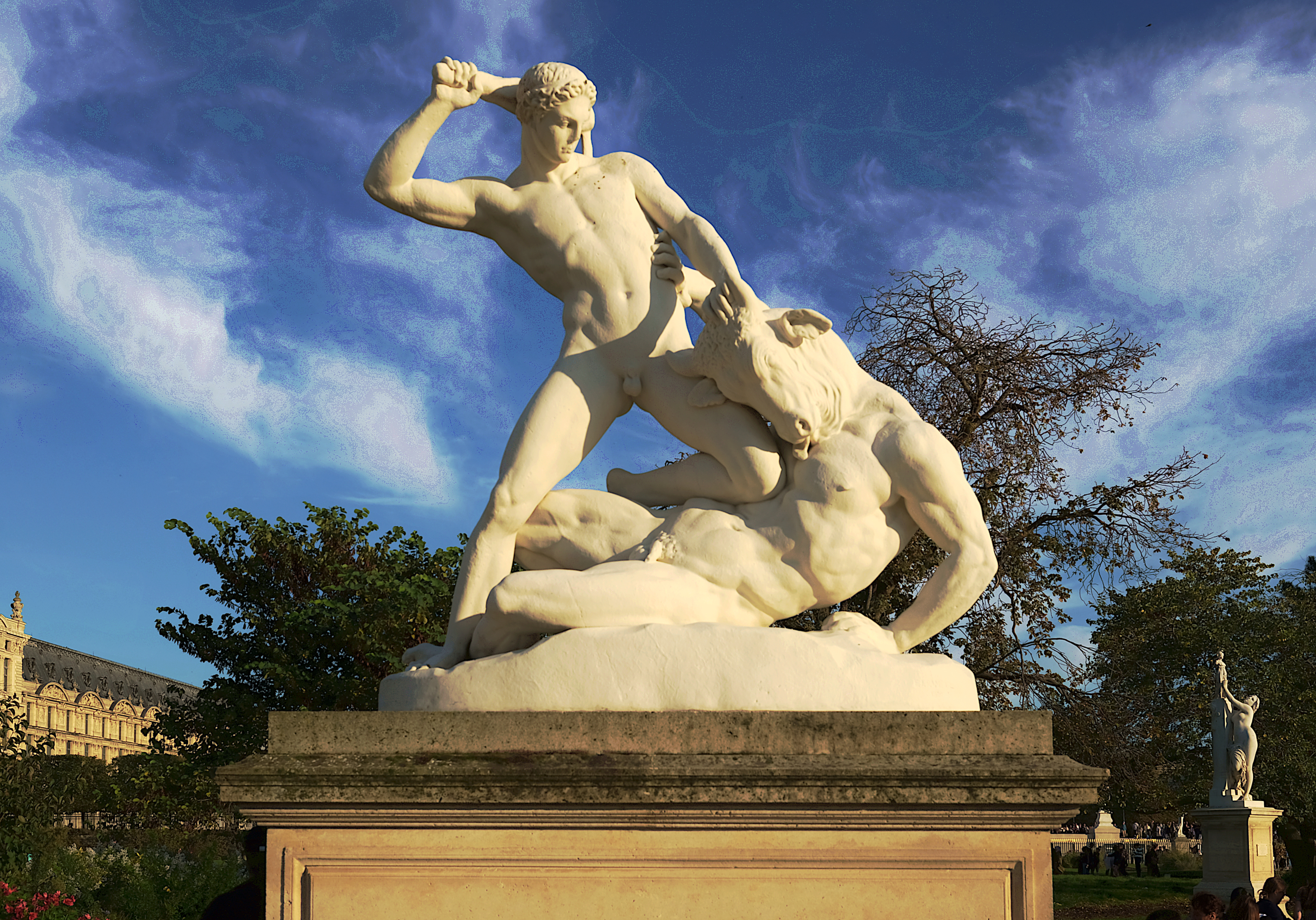
Thésée combattant le Minautore de Jules Etienne Ramey, marbre (1821-1827) - Jardin des Tuileries, Paris 1er.

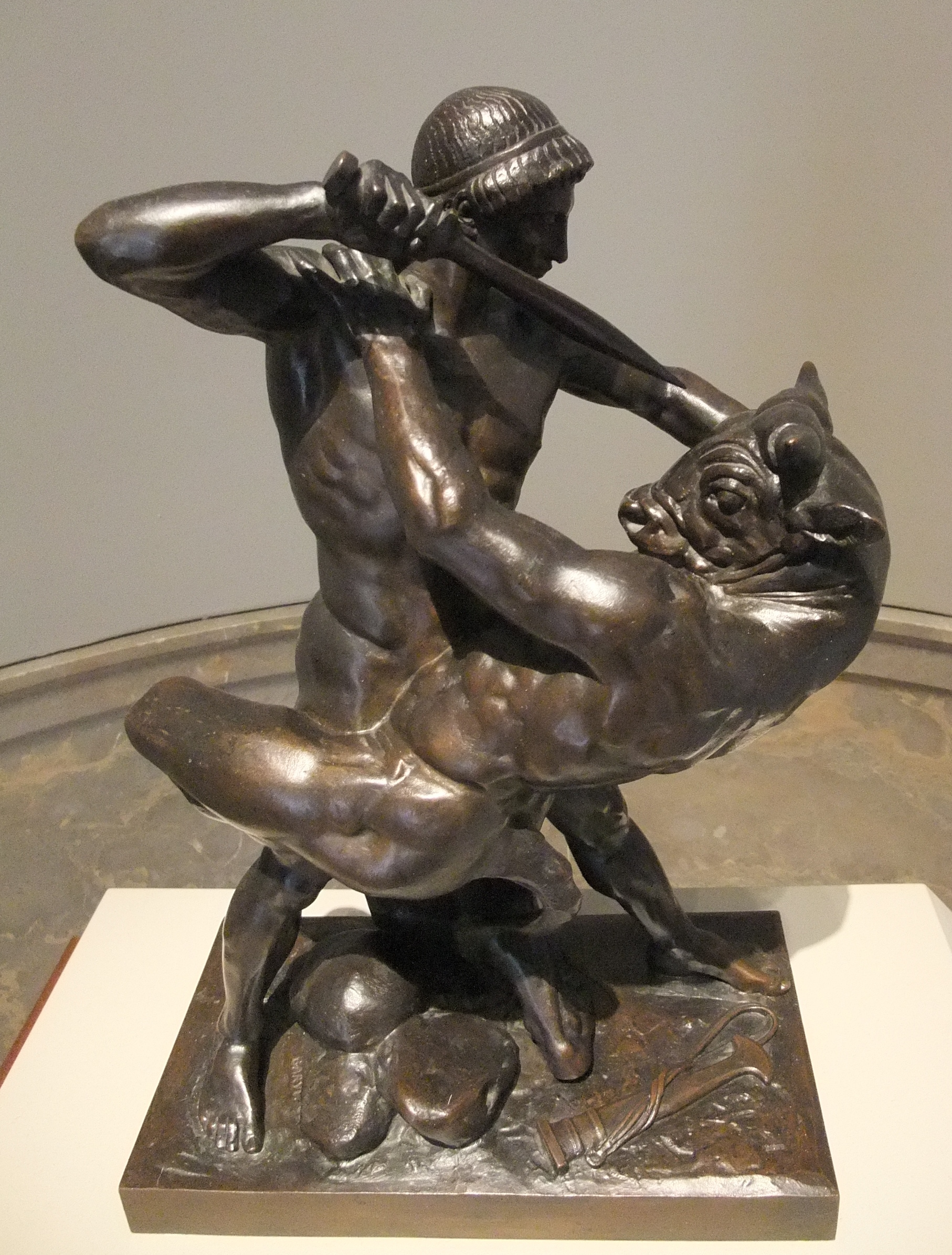
Thésée combattant le Minotaure, bronze d'Antoine-Louis Barye, 1843

#### Statue
- Thésée combattant le Minotaure, bronze d'Antoine-Louis Barye (1796-1875)
- Thésée sur le Minotaure, marbre d'Antonio Canova (1781-1783), Victoria and Albert Museum de Londres.
- Thésée combattant le Centaure, marbre d'Antonio Canova (1804-1809), Kunsthistorisches Museum de Vienne.

### Littérature
- Théséïde, épopée archaïque apparue vers le VIIe siècle av. J.-C.[20]
- Œdipe à Colone de Sophocle
- La Folie d'Héraclès d'Euripide
- Hippolyte d'Euripide
- Les Suppliantes d'Euripide
- Phèdre de Sénèque
- Métamorphoses d'Ovide
- Vies parallèles de Plutarque
- Le Conte du Chevalier dans Les Contes de Canterbury de Geoffrey Chaucer
- Le Songe d'une nuit d'été de William Shakespeare
- Phèdre de Jean Racine
- Thésée d'André Gide
- La Demeure d'Astérion de Jorge Luis Borges
- L'Amour de Phèdre de Sarah Kane
- Thésée universel de László Krasznahorkai
- Hunger Games de Suzanne Collins[23]
- Thésée, sa vie nouvelle de Camille de Toledo

### Musique
- Thésée, tragédie lyrique de Jean-Baptiste Lully (1675)
- Teseo, opera seria de Georg Friedrich Händel (1713)
- Hippolyte et Aricie, tragédie lyrique de Jean-Philippe Rameau (1733)
- Thésée, tragédie lyrique de Jean-Joseph Cassanéa de Mondonville (1765)
- Thésée, tragédie lyrique de François-Joseph Gossec (1782)
- Thésée au labyrinthe, scène de ballet,  de Marcel Mihalovici (1956)

### Filmographie

#### Cinéma
- Thésée et le Minotaure (Teseo contro il minotauro) de Silvio Amadio (1960)
- Dédales de René Manzor (2003)
- Les Immortels (Immortals) de Tarsem Singh (2011)
- La tétralogie Hunger Games (2012 à 2015), adaptation cinématographique de la trilogie de romans de science-fiction du même nom, est notamment inspirée du mythe de Thésée[23].

#### Télévision

##### Documentaire
- 2016 : Les Grands Mythes épisode 16 Thésée, les ravages de l’oubli.

##### Série
- 2002 : Mythologies épisode 18 Thésée.

### Jeux Vidéo
- Thésée est un antagoniste dans le jeu God of War 2
- Thésée est un antagoniste dans le jeu Hades
- Le Maître de l'Olympe : Zeus[réf. nécessaire]

### Sources anciennes
- Pseudo-Apollodore, Bibliothèque [détail des éditions] [lire en ligne] (I, 8, 2 ; I, 9, 16 ; III, 15, 8), Épitome [détail des éditions] [lire en ligne] (I, 7 ; I, 18 ; I, 24)
- Diodore de Sicile, Bibliothèque historique [détail des éditions] [lire en ligne] (IV, 28, 3 ; IV, 59, 1)
- Pseudo-Hésiode, Bouclier d'Héraclès [détail des éditions] [lire en ligne] (v. 181)
- Homère, Iliade [détail des éditions] [lire en ligne] (I, 265)
- Hygin, Fables [détail des éditions] [(la) lire en ligne] (XIV)
- Ovide, Métamorphoses [détail des éditions] [lire en ligne] (XII, 227)
- Pausanias, Description de la Grèce [détail des éditions] [lire en ligne] (I, 17, 6 ; II, 22, 6-7)
- Plutarque, Vies parallèles [détail des éditions] [lire en ligne] (Thésée)
- Virgile, Énéide [détail des éditions] [lire en ligne] (VI, 378-402)